# Stacy Silver
Stacy Silver (Brno, 7 maggio 1981) è un'ex attrice pornografica e regista pornografica ceca.

## Biografia
Ha iniziato la sua carriera nell'industria pornografica nel 1999, debuttando nel film Pick Up Lines 44, prodotto dalla Odyssey Group.
Si stima abbia partecipato a quasi 300 film pornografici, prodotti da compagnie come Private, Evil Angel o Hustler.
Figura come regista in oltre quaranta titoli.

## Riconoscimenti
- 2003 AVN Award candidatura – Best Sex Scene in a Foreign-Shot Production – Killer Pussy 9 con Maryka, Tarzan e Nacho Vidal[2]
- 2003 FICEB Ninfa candidatura – Best Starlet – Santitas y Diablos[3]
- 2004 AVN Award candidatura – Female Foreign Performer of the Year[4]
- 2004 FICEB Ninfa candidatura – Best Actress – Hot Property[3]
- 2005 AVN Award candidatura – Best Sex Scene in a Foreign-Shot Production – Millionaire con Simon e George Uhl[5]
- 2006 AVN Award candidatura – Female Foreign Performer of the Year[6]
- 2007 AVN Award candidatura – Best Sex Scene in a Foreign-Shot Production – Sonya & Priscila con Priscila Sol, JPX, Claudio Melone, Neo e Charlie[7]

## Filmografia
- Blowjob Adventures of Dr. Fellatio 38 (2001)
- Dirty Little Cocksuckers 7 (2001)
- Euro Teens 1 (2001)
- Junge Debutantinnen 17: Freche Blondchen (2001)
- Killer Pussy 9 (2001)
- Little White Chicks... Big Black Monster Dicks 14 (2001)
- Misty Rain's Worldwide Sex 7: Budapest Babes (2001)
- Nacho Vidal's Blowjob Impossible 3 (2001)
- Orgies Unlimited 1 (2001)
- Pickup Babes 5 (2001)
- Prague By Night 1 (2001)
- Rocco: Animal Trainer 8 (2001)
- Sexxx 1 (2001)
- Sodomania 36 (2001)
- Sodomania: Orgies 5 (2001)
- Spaventapasseri di vestito nuovo (2001)
- Weekend molto particolare (2001)
- 2 On 1 13 (2002)
- Anal Czech Up (2002)
- Aperte a Tutto (2002)
- Christoph's Beautiful Girls 7 (2002)
- Double Parked 1 (2002)
- DP's and Orgies 1 (2002)
- Euro Angels Hardball 19: Reverse Gang Bang Edition (2002)
- Flying Solo (2002)
- Gigolo (2002)
- International Anal Queens 1 (2002)
- Mind Trip (2002)
- Nessun Rimorso (2002)
- Nuda Verità (2002)
- Porno Debuttanti 2 (2002)
- Private Xtreme 5: Anal Agency (2002)
- Rocco's Initiations 4 (2002)
- Sandra nel bordello di Praga (2002)
- Sexx the Hard Way 3 (2002)
- Top Model 3 (2002)
- A piedi nudi sul Porco (2003)
- Anal Mayhem (2003)
- Best of Private: Dangerous Curves (2003)
- Black and the Blonde 1 (2003)
- Canibales Sexuales 1 (2003)
- Debauchery 15 (2003)
- Enigma (2003)
- Hardcore Interracial Sexxx 4 (2003)
- Internal Violations 1 (2003)
- International Booty 6 (2003)
- Lucky Bastard 1 (2003)
- Outnumbered 2 (2003)
- Party Of Sex 1 (2003)
- Pirate Fetish Machine 12: The Fetish Garden (2003)
- Private Reality 15: Never Say No (2003)
- Private Reality 16: More Than Sex (2003)
- Private Reality 17: Anal Desires (2003)
- Private Xtreme 8: Deep Obsessions (2003)
- Rock Hard (2003)
- Sexville (2003)
- Sport Fucking 2 (2003)
- Three for All 3 (2003)
- 4 Sisters (2004)
- All Sex 4 (2004)
- Anal Addiction (2004)
- Art Of Ass 2 (2004)
- Ass Angels 3 (2004)
- Ass Crackin' 3 (2004)
- Asswhole 1 (2004)
- Big Wet Asses 5 (2004)
- Cum Beggars 1 (2004)
- Cumstains 4 (2004)
- Cumstains 5 (2004)
- Double Decker Sandwich 5 (2004)
- Fishnets 1 (2004)
- Gooey Buns 7 (2004)
- Harder They Cum 2 (2004)
- Hot Letters 3 (2004)
- Hot Rats (2004)
- Internal Cumbustion 6 (2004)
- Internal Violations 2 (2004)
- Just Fuckin' 1 (2004)
- Lady Lust 2 (2004)
- Millionaire 1 (2004)
- Millionaire 2 (2004)
- Passion Of The Ass 3 (2004)
- Planet Silver 1 (2004)
- Planet Silver 2 (2004)
- Private Life of Stacy Silver (2004)
- Private Xtreme 12: Hot Property (2004)
- Professianals 4 (2004)
- Pushers 1 (2004)
- Seduction (2004)
- Semen Shots 4 (2004)
- Strip Tease Then Fuck 4 (2004)
- Up'r Class 1 (2004)
- Wetter The Better 1 (2004)
- Young And Wild 5 (2004)
- All You Can Eat 1 (2005)
- Big Toys No Boys 2 (2005)
- Canibales Sexuales 4 (2005)
- Chew On My Spew POV 3 (2005)
- Clusterfuck 4 (2005)
- Cum Crazy Teens 1 (2005)
- Cumstains 6 (2005)
- Euro Sluts 1 (2005)
- European Hotel Confessions (2005)
- Fantom Seducer 1 (2005)
- Fassinating 1 (2005)
- Fetish Desires (2005)
- Goo 4 Two 1 (2005)
- Hacienda (2005)
- Meet The Fuckers 2 (2005)
- Mind Trips (2005)
- Pamela Principle (2005)
- Pass the Creme 2 (2005)
- Penetrate Me (2005)
- Pirate Fetish Machine 21: Vice for Vice (2005)
- Pleasures Of The Flesh 12 (2005)
- Pornochic 7: Blonde (2005)
- Pornochic 9: Sonya And Priscila (2005)
- POV Centerfolds 1 (2005)
- Private Diamonds (2005)
- Private Story Of Lucy Lee (2005)
- Riding The Curves 4 (2005)
- Stuff My Ass Full of Cum 4 (2005)
- Throat Bangers 6 (2005)
- Throat Bangers 9 (2005)
- Asstravaganza 2 (2006)
- Backstage: The Movie (2006)
- Bi Maxx 2 (2006)
- Bring Your A Game 2 (2006)
- Chick All Hardcore 1 (2006)
- Cream Pie Orgy 3 (2006)
- Cumstains 7 (2006)
- Dirty Lesbian Pleasures (2006)
- Double The Fun (2006)
- Fuck Doll Sandwich 4 (2006)
- Fucking Hostile 3 (2006)
- Girly Gang Bang 7 (2006)
- High Class Ass (2006)
- Internal Anal Pleasure (2006)
- It Takes 3 To DP 3 (2006)
- Lip Lickers 7 (2006)
- Only for You (2006)
- Perfect Feet (2006)
- Private Sports 8: Private Dive (2006)
- Private Xtreme 25: Sluts 'R' Us (2006)
- Private Xtreme 27: Gag 'N' Shag (2006)
- Pure Anal 3 (2006)
- Pussy Eaters (2006)
- Silvia Saint Revealed (2006)
- Slam It in a Stranger (2006)
- Teenage Girl Squad 1 (2006)
- Too Hot 2 Handle 2 (2006)
- All Internal 2 (2007)
- Anal Addicts 28 (2007)
- Ass Traffic 2 (2007)
- Basement Tapes (2007)
- Bombshells (2007)
- DP Fanatics 4 (2007)
- Filling Station (2007)
- French ConneXion (2007)
- Girls Dil-Doing Girls 1 (2007)
- Girls Just Want to Have Fun (2007)
- Groupies (2007)
- Kinky Cock Tales (2007)
- Night Zone (2007)
- Sexy Secretaries 1 (2007)
- Teen Party (2007)
- These Feet are Made for Fucking (2007)
- Too Much is Never Enough 2 (2007)
- Toys Then Boys 1 (2007)
- Big Boobs and Black Dicks (2008)
- Big Butt Attack 1 (2008)
- Big Rack Attack 5 (2008)
- Creamery 4 (2008)
- Dress 2 Impress (2008)
- Lesbian Home Repairs (2008)
- Some Like It Hard 2 (2008)
- Swap Meat (2008)
- Working Girls 2 (2008)
- Ass The New Pussy (2009)
- Double Time (2009)
- Double Vag Attack 4 (2009)
- 123Some 1 (2010)
- Big Boobs Power (2010)
- Clusterfuck 7 (2010)
- European Hotties 19 (2010)
- French Maid Service 2: Trainees (2010)
- Horny Housewives (2010)
- Jizz Jugglers 1 (2010)
- Naughty Spanish Maids 1 (2010)
- Only Blondes 2 (2010)
- Private Movies 49: The Consultant (2010)
- Anal Attack 3 (2011)
- Drunk Sex Orgy: Bob's B-Day Bash (2011)
- Drunk Sex Orgy: Crazier By The Dozen (2011)
- Drunk Sex Orgy: Freaky Fuckers (2011)
- French Farm Girls (2011)
- Her First MILF 12 (2011)
- High Heels and Glasses 2 (2011)
- His First MILF 4 (2011)
- Ma première orgie (2011)
- Mom And Dad Are Fucking My Friends 8 (2011)
- Monster Gapes (2011)
- North Pole 80 (2011)
- Slime Wave 1 (2011)
- Slime Wave 2 (2011)
- Slime Wave 3 (2011)
- Slime Wave 5 (2011)
- Bachelor Party Orgy 5 (2012)
- Bi-Curious Couples 2 (2012)
- Drunk Sex Orgy: Bimbo Birthday Bash (2012)
- Drunk Sex Orgy: Strunzdoof notgeil endversaut (2012)
- Drunk Sex Orgy: Valentine's Day Vaginas (2012)
- Massaggi Peccaminosi (2012)
- Search For A Star 2012 (2012)
- Slime Wave 8 (2012)
- Swingers Orgies 3 (2012)